# رادومیر کواچویچ
رادومیر کواچویچ (انگلیسی: Radomir Kovačević؛ ۲۰ مارس ۱۹۵۴ – ۱۴ ژوئن ۲۰۰۶) جودوکار اهل یوگسلاوی بود.